# Orquesta Sinfónica de Carmel

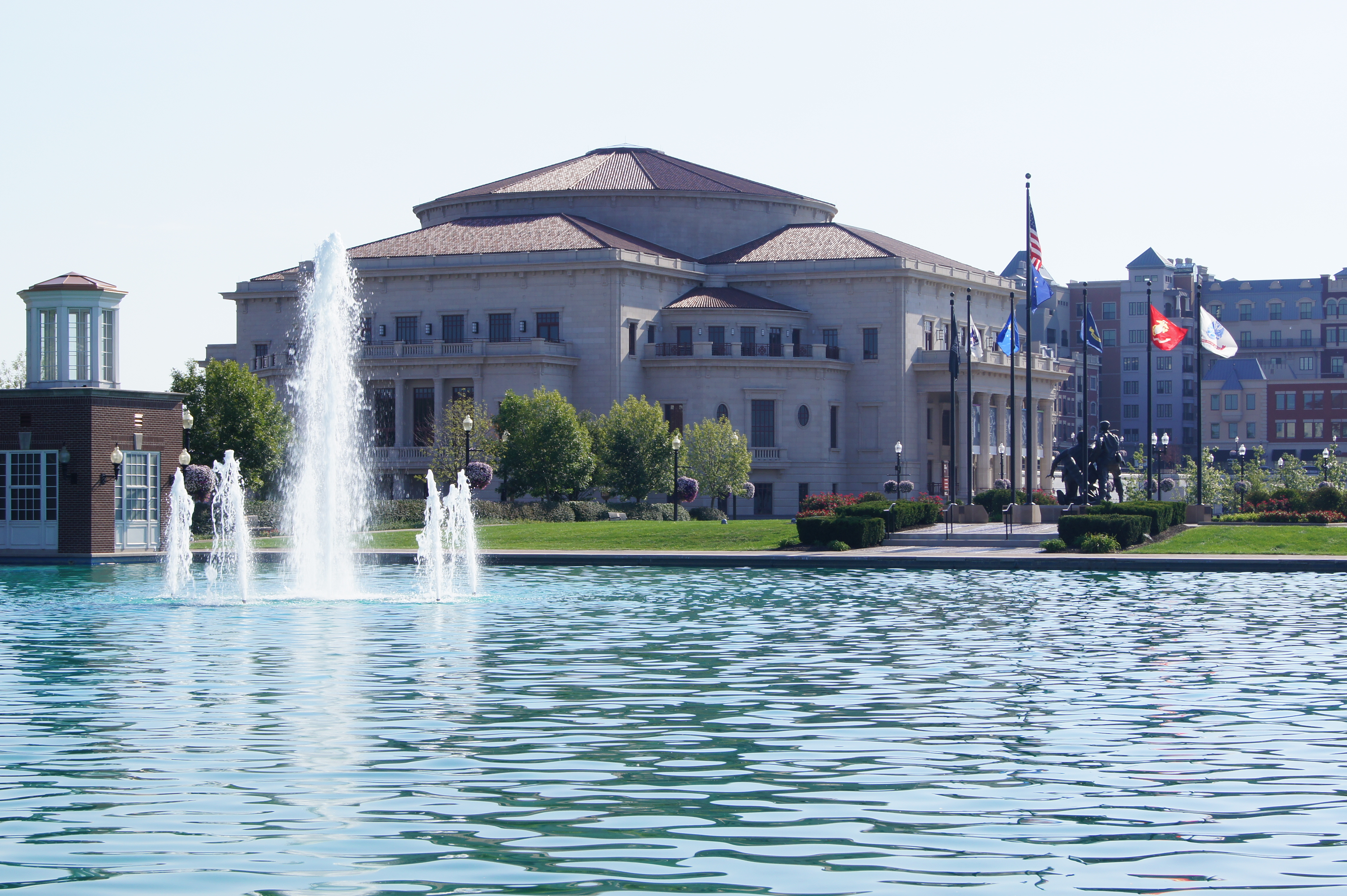
El The Palladium at The Center for the performing arts

La Orquesta Sinfónica de Carmel es una orquesta sinfónica de América del Norte con sede en Carmel, Indiana. En febrero de 2011, la Orquesta Sinfónica de Carmelo es residente del Palladium at the Center for the Performing Arts, en Carmel,Indiana

## Orquesta
La Orquesta Sinfónica de Carmelo celebró su 35 aniversario a finales de la temporada 2010-11, y ha servido continuamente la zona desde su fundación en 1975. La Sinfónica de El Carmelo es una organización sin fines de lucro artes con una orquesta de 85 miembros. La Orquesta Sinfónica de Carmelo está compuesto por músicos profesionales y capacitados formalmente.
La sinfonía toca a más de 50.000 aficionados a la música al año en los conciertos y grandes eventos de la comunidad, tales como CarmelFest en Carmel, Indiana, la Feria de las Artes Penrod en Indianápolis, Indiana, y un concierto de verano al aire libre en la Mallow Bargersville, Indiana.